# Hypericum andinum
Hypericum andinum är en johannesörtsväxtart som beskrevs av Henry Allan Gleason. Hypericum andinum ingår i släktet johannesörter, och familjen johannesörtsväxter. Inga underarter finns listade i Catalogue of Life.